# Йёкюльсау-ау-Фьёдлюм
Йёкюльсау-ау-Фьёдлюм (исл. Jökulsá á Fjöllum) — вторая по длине река (после Тьоурсау) в Исландии. Длина реки — 206 км. Площадь водосборного бассейна — 7950 км².
Исток реки находится в национальном парке «Ватнайёкюдль», одном из трёх национальных парков Исландии. Река берёт своё начало из ледника Дингьюйёкюдль (язык Ватнайёкюдля) и течёт на север, впадая в Эхсар-фьорд, залив Гренландского моря. На реке имеются водопады Сельфосс, Деттифосс, Хафрагильсфосс и Рьеттарфосс; её воды протекают через каньоны национального парка Йёкюльсаургльювюр. Максимум стока приходится на лето.